# ハワード・ド・ウォルデン男爵
ハワード・ド・ウォルデン男爵（英: Baron Howard de Walden）は、イギリスの男爵、貴族。イングランド貴族爵位。ノーフォーク公爵家分家たるサフォーク伯爵家の祖トマス・ハワードが1597年に叙位されたことに始まる。幾度もの女系継承と保持者不在に陥りつつも、2004年に停止が解除されて以降はツェルニン家によって保持されている。
男爵家は1879年以降、相続によってロンドンの一等地メリルボーン地区（ハーレー・ストリートやハイ・ストリート周辺）の地所を握っており、ゆえに英国屈指の資産家である。

## 歴史

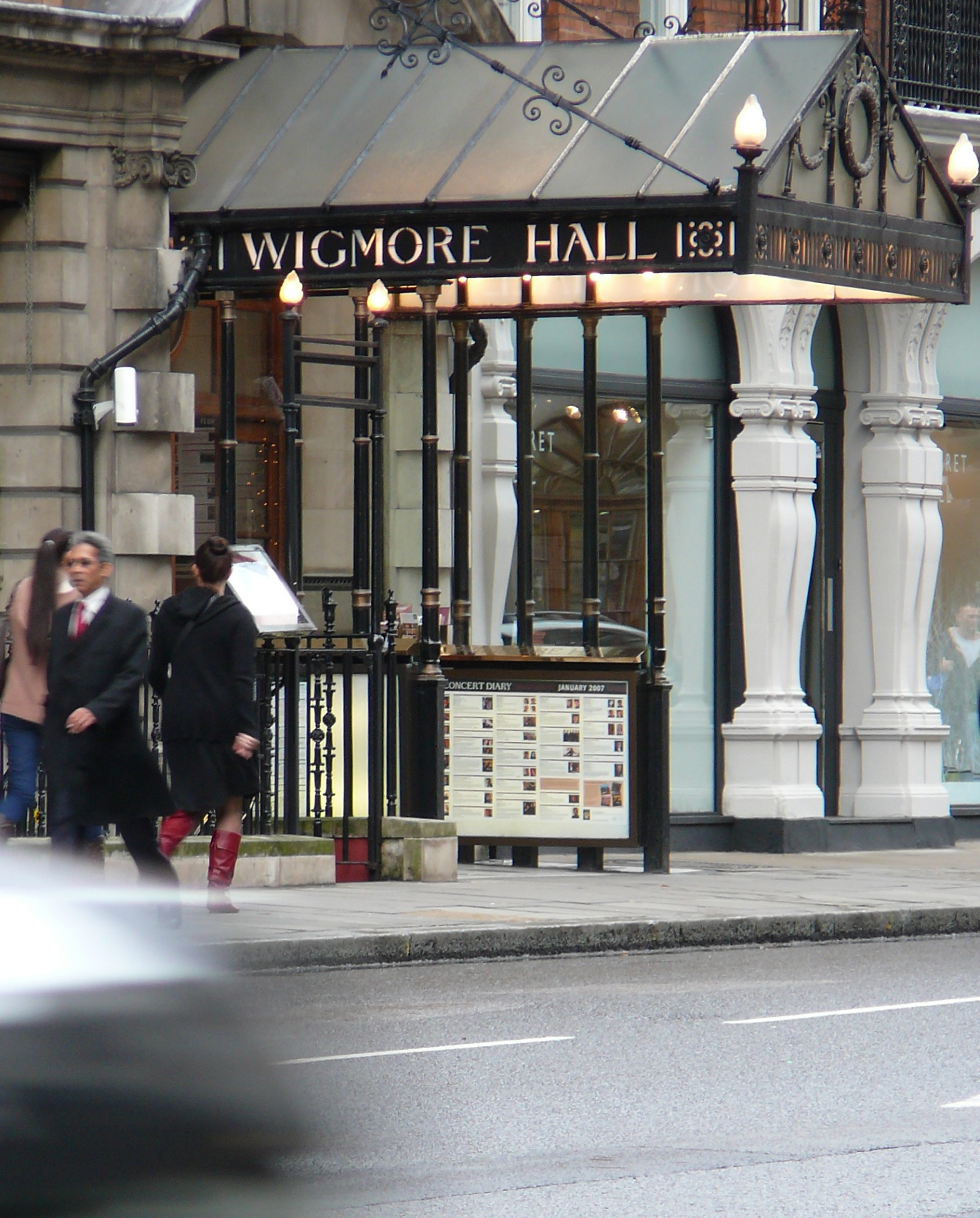
男爵家の地所に位置する有名なウィグモア・ホール

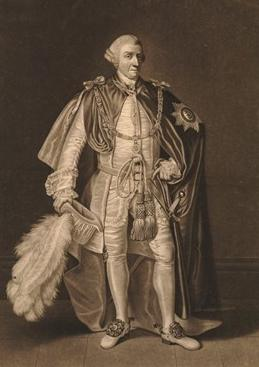
ジョン・グリフィン将軍（4代男爵）

トマス・ハワード(1561-1626)は大蔵卿や宮内長官を務めた廷臣で、サフォーク伯爵ハワード家の始祖となった人物である。彼は1597年にハワード・ド・ウォルデン男爵（Baron Howard de Walden）として議会招集を受けて貴族院に列した。トマスはさらに1603年にサフォーク伯爵（Earl of Suffolk）へと昇叙したため、男爵位は伯爵位の従属爵位となった。
その孫にあたる3代伯ジェームズ(1619-1689)が男子のないまま死去すると、サフォーク伯位は弟ジョージに継承された。一方で、男爵位は議会招集によって成立した爵位であり女系継承も可能であるため、3代伯の2人の娘（エセックスとエリザベス）間で優劣がつかず爵位停止となった。
その姉エセックスの曾孫ジョン・グリフィン(1719-1797)はオーストリア継承戦争や七年戦争を戦った軍人で、コルバッハの戦いやヴァールブルグの戦いを指揮した。彼は1784年8月8日の貴族院決議によって、かねてより請願していた男爵位の回復を果たした。また、グリフィンは1788年にもグレートブリテン貴族としてノーサンプトン州ブレイブルックのブレイブルック男爵（Baron Braybrooke, of Braybrooke in the County of Northampton）に叙された。しかし彼には子がなかったため、男爵位は妹メアリー・ホイットウェル(1728-1799)と3代伯の娘のうち妹エリザベスの子孫であるフレデリック・ハーヴィーとの間で再び保持者不在となった。
その後、メアリーが1799年に子のないまま亡くなると、フレデリック・ハーヴィーが継承者に確定、停止は解除されるとともに、彼の子孫のみが男爵位の相続権者となることも定まった。
1803年にその5代男爵フレデリック(1730-1803)が死去した際、彼には次男とその孫息子が存命であったにもかかわらず、長男の女系の孫息子にあたるチャールズ・エリス（シーフォード男爵家嫡男）に男爵位が帰属する形となった。
6代男爵チャールズ(1799-1868)は1845年に父からシーフォード男爵を相続したため、2つの男爵位は統合されるに至った。彼は妻ルーシー（第4代ポートランド公爵の娘）を通じてポートランド公爵家の有したロンドンの一等地メリルボーンの地所を相続、男爵家に莫大な資産がもたらされた。
その曾孫にあたる9代男爵ジョン(1912-1999)が男子なく死去すると、シーフォード男爵は親族のコリンに継承された。他方、男爵位はジョンの4人の娘間で三度爵位停止となったが、熾烈な相続争いを制した長女メアリー・ヘイゼル・ツェルニンが2004年に爵位の停止解除を受けるとともに莫大な地所を相続した。
その10代女男爵メアリー(1935-)はハワード・ド・ウォルデン・エステートを率いてメリルボーンの地所を握っており、その地所は92エーカー、グループの資産は推定46億ポンドにのぼっていた。
その子の11代男爵ピーター（1966-）が男爵家現当主を務める。

## 現当主の保有爵位
現当主である第11代男爵ピーター・ツェルニンは、以下の爵位を有する。
- 第11代ハワード・ド・ウォルデン男爵（11th Baroness Howard de Walden）
(1597年10月24日の議会召集令状によるイングランド貴族爵位)

## ハワード・ド・ウォルデン男爵（1597年）

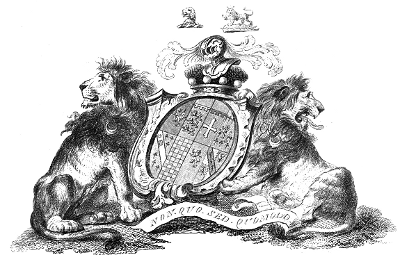
4代男爵の紋章。グリフィン家、ノーフォーク伯家、ラティマー家、デラウェア家、ハワード家、ワーレン家、モウブレー家、オードリー家の各紋章が並ぶ。

### ハワード家
- 初代ハワード・ド・ウォルデン男爵（初代サフォーク伯爵）トマス・ハワード (1561–1626)
- 第2代ハワード・ド・ウォルデン男爵（第2代サフォーク伯爵）セオフィラス・ハワード（英語版） (1584–1640)
- 第3代ハワード・ド・ウォルデン男爵（第3代サフォーク伯爵）ジェームズ・ハワード (1619–1689) (1689年に爵位停止)

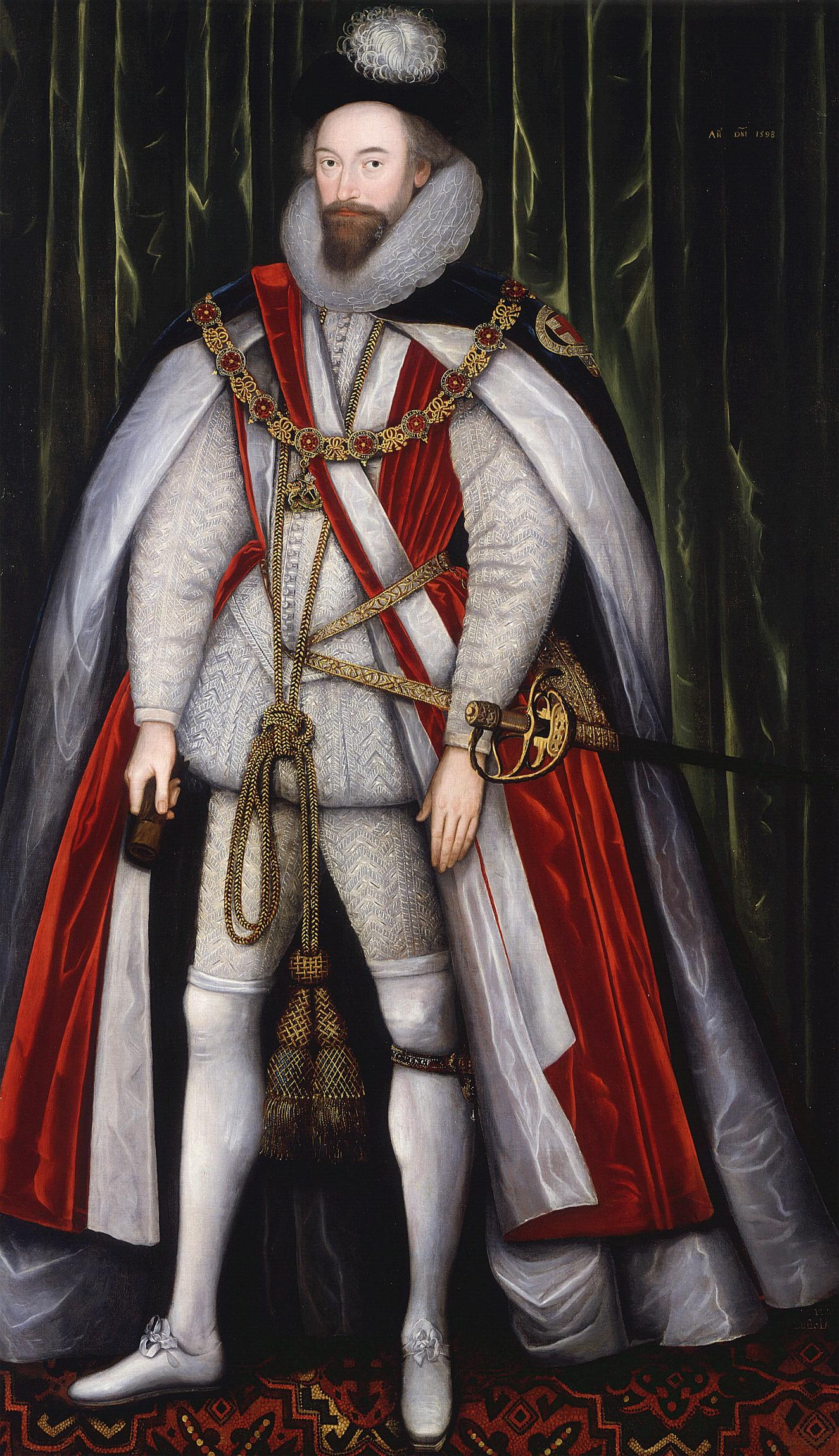
初代男爵（初代サフォーク伯爵）トマス・ハワード
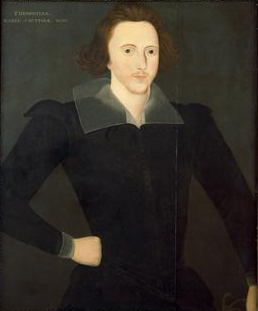
2代男爵（第2代サフォーク伯爵）セオフィラス・ハワード（英語版）

### グリフィン家
- 第4代ハワード・ド・ウォルデン男爵ジョン・グリフィン・グリフィン（英語版） (1719–1797) (1784年に停止解除なるも、1797年に再び爵位停止)

### ハーヴィー家
- 第5代ハワード・ド・ウォルデン男爵（第4代ブリストル伯爵）フレデリック・ハーヴィー（英語版）(1730–1803)
(1799年に継承確定して停止解除)

### エリス家
- 第6代ハワード・ド・ウォルデン男爵（第2代シーフォード男爵）チャールズ・オーガスタス・エリス (1799–1868)
- 第7代ハワード・ド・ウォルデン男爵（第3代シーフォード男爵）フレデリック・ジョージ・エリス（英語版） (1830–1899)
- 第8代ハワード・ド・ウォルデン男爵（第4代シーフォード男爵）トマス・イヴリン・スコット＝エリス（英語版） (1880–1946)
- 第9代ハワード・ド・ウォルデン男爵（第5代シーフォード男爵）ジョン・オズマエル・スコット＝エリス（英語版）(1912–1999) (1999年に3度目の爵位停止)

### ツェルニン家
- 第10代ハワード・ド・ウォルデン女男爵メアリー・ヘイゼル・カリドウェン・ツェルニン (1935-2024[14]) (2004年に停止解除[15])
- 第11代ハワード・ド・ウォルデン男爵ピーター・チャーニン（1966-）

爵位の法定推定相続人は、現当主の息子であるアレクサンダー・ジョン・ピーター・ツェルニン閣下(1999-)。

### 註釈
1. ↑  ブレイブルック男爵位は特別継承権に基づいて、親族のリチャードが相続してその子孫が現在に至っている。
2. ↑  フレデリックは男爵位を継承する20年前に父より爵位を継承、第4代ブリストル伯爵となっていた。彼の死後は、存命の次男が伯爵を相続し、この次男がブリストル侯爵に叙されて現在に至っている。